# Валентин Бубукин
Валентин Борисович Бубукин (23. април 1933. — 30. октобар 2008) био је совјетски / руски фудбалер.
Бубукин је почео да тренира са 12 година у клубу Крилија Совјетов. Затим је прешао у ВВС из Москве, али је тим расформиран 1952. године, а Бубукин је отишао у Локомотиву из Москве, где је провео већи део каријере. За СССР је дебитовао 6. септембра 1959. године у пријатељској утакмици против Чехословачке (изабран је за састав ФИФА Светског купа 1958. године, али није играо ниједну утакмицу на турниру). Играо је у првом купу европских нација 1960. године, који је освојио совјетски тим.